# مراغان
مراغان هي قرية في مقاطعة سردشت، إيران. يقدر عدد سكانها بـ 602 نسمة بحسب إحصاء 2016.